# 點相 (第三輯)
點相 III 先機算（英語：Your Face Your Fate III）是香港電視娛樂旗下ViuTV制作的一套玄学资讯节目，由陳柏寧（利君牙）、英健朗（小占）、李蔓瑩（Renee）及命理专家皓師傅主持，於2020年4月13日首播，共15集。
節目除邀請一些模特兒與該台的藝人作為現場觀眾，當中部份更有機會被皓云師傅即場「點相」，亦加入一些比較敏感部位的討論，如陰毛與男女生殖器官等，並曾討論有關部位的特徵與一個人「好色」與否的關係。

## 每集內容
| 集數 | 播出日期 | 主題     | 藝人嘉賓 | 演出（現場觀眾）                                                                                                  |
| ---- | -------- | -------- | -------- | --- |
| 1    | 4月13日  | 毛髮     | －       | 李昭南、曾贊學、虞逸峯、陳炳銓、 王頌茵、譚凱倫、文桂琪、王凌燕、 許博文、崔可迪、劉瑞祈、劉兆豐                  |
| 2    | 4月14日  | 毛髮     | 羅 莽    | 李昭南、曾贊學、虞逸峯、陳炳銓、 王頌茵、譚凱倫、文桂琪、王凌燕、 許博文、崔可迪、劉瑞祈、劉兆豐                  |
| 3    | 4月15日  | 腰腹     | －       | 陳安立、朱晉傑、廖嘉輝、虞逸峯、 陳俞希、沈殷怡、蔡宛珊、譚凱倫、 駱振偉、陳炳銓、曾贊學、梁文賢、 羅卓華、劉兆豐 |
| 4    | 4月16日  | 背、陰部 | 貝依霖   | 陳安立、朱晉傑、廖嘉輝、虞逸峯、 陳俞希、沈殷怡、蔡宛珊、譚凱倫、 駱振偉、陳炳銓、曾贊學、梁文賢、 羅卓華、劉兆豐 |
| 5    | 4月17日  | 上庭     | －       | 朱晉傑、詹朗林、廖嘉輝、沈殷怡、 蔡寶欣、岑樂怡、曾贊學、陳安立、 劉瑞祈、崔可迪、方震揚                          |
| 6    | 4月20日  | 中庭     | －       | 朱晉傑、詹朗林、廖嘉輝、沈殷怡、 蔡寶欣、岑樂怡、曾贊學、陳安立、 劉瑞祈、崔可迪、方震揚                          |
| 7    | 4月21日  | 下庭     | 張文采   | 陳郁憲、黃奕晨、朱栢康、駱振偉、 沈殷怡、蔡寶欣、羅沛琪、朱晉傑、 虞逸峯、吳保錡、何啟華、歐鎮灝                  |
| 8    | 4月22日  | 痣       | －       | 李昭南、陳安立、廖嘉輝、曾贊學、 黃劍文、余逸思、文桂琪、王凌燕、 陳俞希、黃奕晨、虞逸峯、麥兆、 李國煒、劉兆豐   |
| 9    | 4月23日  | 聲相     | 泳 兒    | 陳郁憲、黃奕晨、朱栢康、駱振偉、 沈殷怡、蔡寶欣、羅沛琪、朱晉傑、 虞逸峯、吳保錡、何啟華、歐鎮灝                  |
| 10   | 4月24日  | 手掌     | －       | 黃奕晨、駱振偉、陳子豐、朱栢康、 陳炳銓、王頌茵、蔡寶欣、陳郁憲、 文桂琪、王凌燕、李昭南、方震揚、 麥兆、梁文賢   |
| 11   | 4月27日  | 手背     | 李錦聯   | 黃奕晨、駱振偉、陳子豐、朱栢康、 陳炳銓、王頌茵、蔡寶欣、陳郁憲、 文桂琪、王凌燕、李昭南、方震揚、 麥兆、梁文賢   |
| 12   | 4月28日  | 頸、肩   | －       | 李昭南、陳安立、廖嘉輝、曾贊學、 黃劍文、余逸思、文桂琪、王凌燕、 陳俞希、黃奕晨、虞逸峯、梁 業、 吳保錡、郭嘉駿  |
| 13   | 4月29日  | 胸部     | 張沛樂   | 李昭南、陳安立、廖嘉輝、曾贊學、 黃劍文、余逸思、文桂琪、王凌燕、 陳俞希、黃奕晨、虞逸峯、梁 業、 吳保錡、郭嘉駿  |
| 14   | 4月30日  | 腳       | －       | 黃奕晨、詹朗林、陳郁憲、岑樂怡、 譚凱倫、王頌茵、黃劍文、駱振偉、 許博文、梁文賢、麥兆、劉兆豐                    |
| 15   | 5月1日   | 腳       | 陳潔玲   | 黃奕晨、詹朗林、陳郁憲、岑樂怡、 譚凱倫、王頌茵、黃劍文、駱振偉、 許博文、梁文賢、麥兆、劉兆豐                    |

## 外部連結
- ViuTV：點相 III 先機算 （页面存档备份，存于）

| 香港 ViuTV 星期一至五 23:00-23:30              | 香港 ViuTV 星期一至五 23:00-23:30                | 香港 ViuTV 星期一至五 23:00-23:30 |
| ---------------------------------------------- | ------------------------------------------------ | --------------------------------- |
|                                                | 點相 III 先機算 （2020年4月13日 - 2020年5月1日） |                                   |
| 飛檳吧！男神 （2020年3月23日 - 2020年4月10日） | 撈出個世界 （2020年5月4日 - 2020年5月22日）      |                                   |